# Petre Teodorovici
Petre Teodorovici (n. 18 mai 1950, Leova – d. 5 iulie 1997, Chișinău) a fost un compozitor și interpret de muzică ușoară din Republica Moldova, fratele mai mare al lui Ion Aldea Teodorovici.

## Biografie
Petre Teodorovici s-a născut pe 18 mai 1950, în orașul sovietic Leova din RSS Moldovenească, în familia profesorului de muzică Cristofor Teodorovici, care a fost preot, dar, în perioada de ocupație sovietică, a fost nevoit să se retragă din biserică. Petre Teodorovici a fost cel de-al doilea copil în familie, fiind mai mic decât Adrian (care era de la o altă mamă) și mai mare decât Ion. A absolvit școala medie (muzicală) din localitate, unde studia vioara (1968), apoi a studiat la Colegiul de muzică Ștefan Neaga, secția teoria muzicii (și facultativ, compoziția, cu Eugen Doga), și la Facultatea de dirijat coral a Institutului de Arte "Gavriil Musicescu" din Chișinău (1968-1973).
Inițial a fost angajat ca educator-metodist la Leova (1971-1972), apoi – cadru didactic la Institutul Pedagogic "Alecu Russo" din Bălți (1972-1973). Mai târziu a devenit regizor la Centrul tineretului "Iuri Gagarin" din Chișinău (1974-1975). A activat ca director artistic al ansamblurilor "Bucuria" al Filarmonicii Naționale (1975-1982), "Ceremoș" (cu participarea surorilor Rotaru Aurica și Lidia) al Filarmonicii din Cernăuți (1983-1984) și "Ecou" al Centrului tineretului din Chișinău (1984-1989).
Încă din tinerețe Petre Teodorovici s-a afirmat ca luptător pentru cauza națională, manifestându-se pe latura culturală. În 1994 a candidat la alegerile parlamentare pe listele Frontului Popular Creștin Democrat, iar din 1996 l-a susținut pe candidatul forțelor democratice Mircea Snegur. La greva studențească din 1995 (pentru limba română și istoria românilor) i-a susținut pe protestatari cu un concert în Piața Marii Adunări Naționale (împreună cu ansamblul său).
Pe parcursul anilor a semnat o serie de cântece care au devenit rapid șlagăre, printre care sunt „Santa Maria Maggiore”, „Scrisul nostru”, „Veniți acasă”, „Romantică”, „Ultima oră”, „Vara la Soroca”, „Amicii mei”, „Seniorita Grația”, „Seară albastră”,
„Vin din munții Latiniei”, „Te iubesc, popor român”, „Basarabia”, „Dați-le voie flăcăilor basarabeni peste Prut”, „De ce?”, „Trandafir”, „Adio”, „Veșnic dragostea”, „Clipa mirilor”, „Irena” ș.a.
A fost deschis colaborărilor, multe din cântecele sale fiind scrise pe versuri de: Grigore Vieru, Dumitru Matcovschi, Simion Ghimpu, Anatol Ciocanu, Ion Hadârcă și interpretate de: Gheorghe Țopa, Nina Crulicovschi, Angela Ciumac, Ion Suruceanu, Anastasia Lazariuc, Nadejda Cepraga, Sofia Rotaru, Gabriel Dorobanțu, Filip Kirkorov, Iosif Kobzon, Valeri Leontiev, Valentina Legkostupova (Rusia) ș.a. Filip Kirkorov și-a început cariera în anii 1980, anume în Moldova și anume cu piesele lui Petre Teodorovici.
Cântecele sale au răsunat în cadrul festivalurilor muzicale din: Slovacia, Finlanda, Cuba, Argentina, Italia, Rusia, România, fiind interpretate de renumiți artiști din diferite țări.
Petre Teodorovici a scris și muzică de filme și spectacole, ca de exemplu pentru comedia muzicală „Liola”, după piesa lui Luigi Pirandello.
Personal a interpretat doar câteva piese: „Mă-ntorc cu drag în satul meu”, „Santa Maria Maggiore” și „Maria” (pentru Maria s-a acordat Marele Premiu al Festivalului de la Mamaia).
A fost conducătorul artistic al formațiilor: Bucuria, Ecou, Teo-Dor.
În ultimele luni de viață a scris cu Grigore Vieru (care era și el atunci spitalizat) o serie de piese, pe care le-a numit „Cântece de spital”.
În 1989, lui Petre Teodorovici i-a fost conferit titlul de "Maestru emerit al Artei", iar în 1996 a devenit cavaler al ordinului "Gloria Muncii" (1996).
Petre Teodorovici s-a stins din viață pe 5 iulie 1997, la Chișinău, la vârsta de 47 de ani, fiind răpus de diabetul zaharat. A fost înmormântat în Cimitirul Ortodox Central din Chișinău. A lăsat în urma sa o fiică, Laurenția, care este economistă și lucrează la o bancă din Chișinău.